# Elke Maravilha
Elke Grünupp, mais conhecida como Elke Maravilha (Leutkirch im Allgäu, 22 de fevereiro de 1945 – Rio de Janeiro, 16 de agosto de 2016), foi uma modelo, jurada, apresentadora e atriz teuto-brasileira.

## Biografia
Apesar de alegar ter nascido em Leningrado (ver seção Local de nascimento), Elke nasceu em Leutkirch im Allgäu, Alemanha, filha de Georg Grünupp e Lieselotte König. O casal e a filha, fugindo da pobreza causada pela Segunda Guerra Mundial, emigraram para o Brasil em 1949 e se estabeleceram primeiramente em um sítio em Itabira, Minas Gerais, onde dois dos irmãos de Elke nasceram. Em 1955, sua família arrendou terras em Atibaia (São Paulo), dedicando-se ao cultivo de morangos. Em seguida, a família mudou-se para Bragança Paulista, onde também cultivou a terra.

Elke aos dezoito anos como capa da revista "Cinelândia", 15 de março de 1963

De volta a Minas Gerais, foi escolhida Glamour Girl em Belo Horizonte em 1962. Foi nesse período que foi naturalizada brasileira. Aos 20 anos, ela saiu de casa para morar sozinha no Rio de Janeiro, onde arrumou emprego como secretária bilíngue, valendo-se de sua fluência em oito idiomas, muitos deles aprendidos no próprio ambiente familiar, além de ser a mais jovem professora de francês da Aliança Francesa e de inglês na União Cultural Brasil–Estados Unidos. Nesse meio tempo, seu pai tornou-se diretor da Liquigás e foi transferido para Porto Alegre. Elke então voltou a morar com a sua família em Porto Alegre entre 1966 e 1969, onde cursou cadeiras nas faculdades de Filosofia, Medicina e Letras da UFRGS e se formou tradutora e intérprete de línguas estrangeiras. Começou a atuar como modelo e manequim aos 24 anos, em 1969, no mesmo período em que se casou com o escritor grego Alexandros Evremidis, o primeiro de seus oito casamentos. Eles se conheceram em 1965 quando Elke tinha 20 anos num navio a caminho da Europa, onde ela foi morar com sua avó materna na Alemanha.
No início da carreira, Elke conheceu a estilista Zuzu Angel, de quem se tornou amiga. Durante a ditadura militar, em 1972, ela foi presa por desacato no Aeroporto Santos Dumont, no Rio de Janeiro, por rasgar cartazes com a fotografia de Stuart Angel Jones, filho da amiga Zuzu, alegando que ele já havia sido morto pelo regime. Foi enquadrada na Lei de Segurança Nacional e a artista alegava que perdeu a cidadania brasileira, o que a teria deixado apátrida (embora não haja registros dessa perda da nacionalidade. Ver seção Nacionalidade). Só foi solta depois de seis dias após a intervenção de amigos da classe artística. Anos depois, requisitou a cidadania alemã, a única que possuía. Segundo biografia, ela chegou a ter um passaporte alemão nos anos 90.

## Carreira

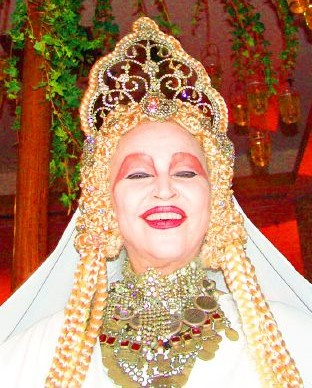
Elke Maravilha em 2005

Começou a atuar como modelo e manequim aos 24 anos, vindo a trabalhar com estilistas famosos da época e foi considerada como inovadora nas passarelas. Inicialmente discreta, com o tempo ela abriu espaço para sua extravagância. Chamando atenção por ser bastante alta (1,80 m) e loira natural, não pensava em seguir carreira artística, já que dava aulas de língua estrangeira há alguns anos, e gostava do que fazia. Apesar disto, foi convencida por muitas pessoas, pois era considerada de uma beleza exótica para os padrões do Brasil. Aceitou os convites que vieram e começou a sua carreira com Guilherme Guimarães. Tornando-se famosa no mundo da moda, parou de dar aulas e conquistou sucesso.
Elke fez cursos de cinema e teatro e trabalhou na televisão: foi batizada como Elke Maravilha pelo jornalista Daniel Más, e se tornou conhecida ao ser chamada dessa forma por Chacrinha, com quem ela trabalhou durante 14 anos, a partir de 1972. Elke Maravilha tornou-se popular na TV brasileira nos anos 70 e 80, aparecendo como jurada de programas de calouros do Chacrinha e de Silvio Santos. Nesses programas sempre usava perucas e roupas chamativas e buscava passar mensagens positivas para os espectadores. Em 1993, estreou o 'Programa da Elke', onde recebia personalidades para bate-papo e entrevistas.
Começou a trabalhar como atriz em O Barão Otelo no Barato dos Bilhões, com Grande Otelo, e atuou em filmes como Pixote, de Héctor Babenco; Quando o Carnaval Chegar e Xica da Silva, de Cacá Diegues. Por sua interpretação em Xica da Silva, Elke foi premiada com a Coruja de Ouro como melhor atriz coadjuvante. No teatro foi expoente do Movimento de Arte Pornô. Sua estreia como atriz na televisão foi em 1986 como dona de um bordel na minissérie Memórias de um Gigolô, com direção de Walter Avancini, e a atuação lhe rendeu o convite para ser madrinha da Associação das Prostitutas do Rio de Janeiro.
Em 2016, a atriz estava em cartaz com Elke Canta e Conta, peça itinerante sobre sua história, em que contava da sua infância na Rússia, dos casamentos e de sua vida como modelo e apresentadora.

## Vida pessoal

### Relacionamentos
Sua vida pessoal sempre foi conturbada. Morou em diversos países e teve oito casamentos, com homens de diversas nacionalidades. Fez três abortos, fruto de seus três primeiros casamentos, pois jamais quis ser mãe, e sempre achou que com seu jeito rebelde de ser, jamais poderia educar uma criança de forma digna. Contou em entrevistas que tomava pílula anticoncepcional, mas fora enganada por alguns desses maridos, que queriam ser pais, e em vez de tomar a pílula certa, Elke tomava a pílula de farinha. Após descobrir isto, começou a usar DIU. Elke também foi usuária de vários tipos de drogas ilícitas e de bebidas alcoólicas. Dizia que não tinha preferência por nenhum tipo de homem, e sim, que tinha pressa de namorar.

### Morte
Morreu, aos 71 anos, na madrugada de 16 de agosto de 2016 por volta da uma hora da manhã, vítima de falência múltipla dos órgãos, por não ter reagido bem aos medicamentos durante uma cirurgia para tratar de uma úlcera, por conta de sua idade e da presença de diabetes. A atriz estava internada na Casa de Saúde Pinheiro Machado, em Laranjeiras, na Zona Sul do Rio, desde o dia 20 de junho, após uma cirurgia para tratar uma úlcera. O corpo foi velado no Teatro Carlos Gomes, no Rio, na manhã do dia 17 de agosto. Antes de ser internada, Elke pediu a seu irmão Frederico que ela estivesse linda em seu enterro. Portanto, ela foi vestida com um vestido feito especialmente para o seu musical "Elke Canta e Conta" e maquiada por amigos do jeito que ela costumava se maquiar. O corpo foi enterrado por volta das 17h do dia 17 de agosto no Cemitério São João Batista, em Botafogo, Zona Sul do Rio.

### Local de nascimento
Durante toda a sua carreira, Elke afirmou ter nascido na antiga Leningrado, na então União Soviética, hoje São Petersburgo, Rússia, e que ela tinha seis anos quando a sua família emigrou para o Brasil, fugindo de perseguições políticas do stalinismo soviético. Porém, registros da sua chegada ao Brasil indicam que ela chegou aos quatro anos de idade, com o nome de Ilga, em 1949, com seu pai sendo de nacionalidade letã e sua mãe, apátrida. Em maio de 1963, a revista Manchete apresentou Elke, em uma pequena matéria, como nascida em "Leuthkirch", na Alemanha, e "filha de mãe alemã e pai russo".
A sua certidão de nascimento, obtida pelo jornalista Chico Felitti e publicada pelo jornal Folha de S.Paulo, indicou que ela nasceu na cidade alemã de Leutkirch. Felitti, que escreveu uma biografia sobre Elke, descobriu, através de familiares dela, que a história contada sobre a sua infância e perseguição na Rússia era falsa. Segundo a apuração, Elke era avessa a entrevistas e questionamentos sobre sua vida pessoal e, visando proteger sua intimidade, criou essa versão para "enganar" jornalistas. Em entrevista, Felitti também explicou que possivelmente algumas pessoas da família de Elke foram colaboracionistas do nazismo durante a Segunda Guerra Mundial, sendo um dos motivos pelo qual a artista tenha optado por não revelar que nasceu na Alemanha.

### Nome
Durante sua vida, Elke dizia que seu nome era Elke Georgievna Grunnupp, com patronímico usado na Rússia significando "filha de Georg", mas seu RNE e a tradução de sua certidão de nascimento revelaram que seu nome era Elke Grünupp.

### Nacionalidade
Apesar de Elke ter alegado que ficou apátrida ao ser enquadrada na Lei de Segurança Nacional, não há registro de tal acontecimento. A carteira de identidade brasileira de Elke constava que era brasileira por opção, válida até 22/02/1970. Portanto, já estava vencida quando ela foi presa no DOPS, em 1972. Ela alegou que viajou para a Europa duas vezes, com passaporte amarelo da ONU, destinado a refugiados e apátridas. Em algum momento nos anos 90, Elke teve um passaporte alemão. Até seu falecimento, viveu com um RNE como apátrida.

## Na cultura popular e homenagens
- Revista MTV (2004) – Para a seção "Eu Queria Ser", Falcão foi fotografado vestido como Elke. A própria apareceu na sessão de fotos, agradecendo e dizendo que gostaria de ser ou Falcão ou Alexandre, o Grande.[38]
- Zuzu Angel (2006) – filme sobre a amiga estilista de Elke, onde foi interpretada por Luana Piovani, e a própria Elke fez uma participação especial.[24]
- Estrela do Terceiro Milênio (2013) – seu desfile no ano de 2013, onde esteve desfilando pelo Grupo de Acesso do Carnaval de São Paulo e a Escola de Samba Estrela do Terceiro Milênio trouxe o enredo "Reluz na constelação da Terceiro Milênio uma maravilha de estrela chamada Elke", obtendo o terceiro lugar.[39]
- Bazar Maravilha (2017) – exposição e bazar do acervo de figurinos da artista na Galeria Frei Caneca, em São Paulo.[40]
- Uma Maravilha Itabirana: Elke (2018) – exposição do acervo pessoal da artista no Museu de Itabira, em MG.[41] A exposição abriu em outubro em 2018 e encerrou-se em janeiro de 2019, e teve curadoria de sua irmã Francisca.[42]
- Elke, Maravilha de Mulher (2019) – exposição de fotografias da artista no Centro Cultural Paschoal Carlos Magno, no Rio.[43] Organizada por Uly Riber, apresentava dez rostos da artista, clicados por Uly de 1990 a 2016, além de flashes do cotidiano de Elke, alegremente entre amigos, incluindo o próprio fotógrafo.
- Chacrinha: O Velho Guerreiro (2018) – cinebiografia do apresentador Chacrinha; inclui Gianne Albertoni interpretando Elke.[44]
- O Rei da TV (2023) – na segunda temporada da série sobre Silvio Santos, Maidê Mahl interpreta Elke.[45][46]
- Em 2020, o jornalista e escritor Chico Felitti publicou Mulher-Maravilha Mulher Maravilha, a biografia de Elke Maravilha em formato de audiobook, disponível na plataforma Storytel.[37] Em 2021, a versão física foi lançada pela editora Todavia.[8][47]

## Filmografia

### Televisão
| Ano     | Título                     | Papel          | Nota                     | Ref.   |
| ------- | -------------------------- | -------------- | ------------------------ | ------ |
| 1973    | A Volta de Beto Rockfeller | Sophia         |                          | [ 48 ] |
| 1979    | Milagre - O Poder da Fé    | Ela mesma      | Participação especial    | [ 49 ] |
| 1979    | Feijão Maravilha           | Ela mesma      | Participação especial    |        |
| 1986    | Memórias de um Gigolô      | Madame Yara    |                          |        |
| 1982–88 | Cassino do Chacrinha       | Jurada         |                          |        |
| 1988–92 | Show de Calouros           | Jurada         |                          |        |
| 1993–96 | Programa Elke Maravilha    | Apresentadora  |                          |        |
| 1998    | Pecado Capital             | Ela mesma      | Participação especial    |        |
| 2004    | Big Brother Brasil 4       | Jurada         | Participação especial    |        |
| 2004    | Celebridade                | Ela mesma      | Participação especial    |        |
| 2004    | Da Cor do Pecado           | Ela mesma      | Participação especial    |        |
| 2007    | Luz do Sol                 | Urânia Szakaly |                          |        |
| 2009    | Caminho das Índias         | Ela mesma      | Participação especial    |        |
| 2012    | Morando Sozinho            | Dona Violeta   |                          |        |
| 2013    | As Canalhas                | Cacala         |                          |        |
| 2013    | Destino: Rio de Janeiro    | Tia Selesniova |                          |        |
| 2015    | Fantástico                 | Ela mesma      | Quadro: "O Grande Plano" |        |

### Cinema
| Ano  | Título                                  | Personagem             |
| ---- | --------------------------------------- | ---------------------- |
| 1970 | Salário Mínimo                          | Modelo                 |
| 1971 | O Barão Otelo no Barato dos Bilhões     | Secretária             |
| 1972 | Os Machões                              |                        |
| 1972 | Quando o Carnaval Chegar                | Atriz Francesa         |
| 1974 | Gente que Transa                        | Esmeralda              |
| 1976 | Xica da Silva                           | Hortência              |
| 1977 | Tenda dos Milagres                      |                        |
| 1977 | A Força de Xangô                        | Iaba                   |
| 1977 | Os Pastores da Noite                    |                        |
| 1978 | Elke Maravilha Contra o Homem Atômico   | Elke Maravilha         |
| 1979 | A Noiva da Cidade                       | Daniela                |
| 1979 | Milagre: O Poder da Fé                  | Elke                   |
| 1981 | Pixote, a Lei do Mais Fraco             | Débora                 |
| 1987 | No Rio vale tudo                        | Esposa                 |
| 1987 | Romance                                 | Amiga de Antônio César |
| 1987 | Tanga (Deu no New York Times?)          | Frau Regine de Regine  |
| 1988 | Wiezien Rio                             | Frank                  |
| 1989 | Minas-Texas                             | Sá Generosa da Luz     |
| 1999 | Xuxa Requebra                           | Iara Macedo "Macedão"  |
| 2006 | Zuzu Angel                              | Lieselotte             |
| 2007 | Elke                                    | Ela Mesma              |
| 2007 | Elke no país das Maravilhas             | Ela Mesma              |
| 2010 | A Suprema Felicidade                    | Avó de Paulo           |
| 2010 | A Maravilha de ser Elke                 | Ela Mesma              |
| 2011 | Fca Carla                               | Lúcia                  |
| 2013 | Mato sem Cachorro                       | Dona Noara             |
| 2013 | Meu Passado Me Condena                  | Mirtes                 |
| 2015 | A Lenda do Gato Preto                   | Angelina               |
| 2015 | Super Oldboy                            | Senhora                |
| 2015 | Copyleft                                |                        |
| 2016 | Carrossel 2: O Sumiço da Maria Joaquina | Dona Lelé              |
| 2016 | Lua em Sagitário                        | Ulla                   |

## Teatro
| Ano       | Título                       | Personagem        | Refs.         |
| --------- | ---------------------------- | ----------------- | ------------- |
| 1974      | Viva o Cordão Encarnado      | —                 | [ 53 ]        |
| 1976      | A Rainha Morta               | Inês de Castro    | [ 54 ] [ 55 ] |
| 1977      | Eu Gosto de Mamãe            | Consuelo          | [ 56 ] [ 57 ] |
| 1979      | O Castelo das Sete Torres    | —                 | [ 58 ]        |
| 1979-1980 | Rio de Cabo a Rabo           | Turista americana | [ 59 ] [ 60 ] |
| 1984-1985 | O Homem e o Cavalo           | —                 | [ 61 ]        |
| 1997      | Orfeu da Conceição           | Dama Negra        | [ 62 ]        |
| 1999-2000 | O Lobo da Madrugada          | —                 | [ 63 ]        |
| 2001      | Carlota Joaquina             | D. Maria I        | [ 64 ]        |
| 2013      | Elke – do Sagrado ao Profano | Ela mesma         | [ 3 ]         |
| 2015-2016 | Paixão de Cristo             | Herodias          | [ 65 ] [ 66 ] |

## Discografia
- Fonte:[67][68]

| Música                        | Ano  | Álbum                                              | Nota(s) |
| ----------------------------- | ---- | -------------------------------------------------- | --- |
| "Marcha da Zebra"             | 1972 | Rio, Carnaval e Amor                               | Música de Chico Mendes, Álvaro Castilho e Cláudio Paraíba. Lançada pela gravadora Imagem no formato LP.                                                                  |
| "Gira Roda"                   | 1976 | Carnaval, Amor e Fantasia                          | Canções compostas por Rogê e Leonete. Lançadas pela gravadora RCA Victor no formato LP. Um compacto duplo promocional foi lançado com as duas canções de Elke no lado A. |
| "Juju"                        | 1976 | Carnaval, Amor e Fantasia                          | Canções compostas por Rogê e Leonete. Lançadas pela gravadora RCA Victor no formato LP. Um compacto duplo promocional foi lançado com as duas canções de Elke no lado A. |
| "Humor Só Para Mulheres"      | 1980 | Humor Só Para Mulheres - Volume I                  | De autoria de Arnaud Rodrigues e Renato Piau, foi lançada nos formatos LP e K7 (430.147).                                                                                |
| "Joia Rara"                   | 1983 | Joia Rara / Que Vontade De Comer Goiaba (compacto) | Canção de Spaziani e Alcymar Monteiro, lado A do compacto lançado pela Chantecler no formato LP.                                                                         |
| "Que Vontade De Comer Goiaba" | 1983 | Joia Rara / Que Vontade De Comer Goiaba (compacto) | Composição de José Ramos, Lado B do compacto da Chantecler. |
| "O Xote das Meninas"          | 2012 | 100 anos de Gonzagão                               | Música de Luiz Gonzaga e Zé Dantas, lançada no formato CD pela gravadora Lua Music.                                                                                      |
| "Itamar"                      | 2015 | Amor Grave                                         | Música de Adriano Salhab. |
| "Selvática"                   | 2015 | Selvática                                          | Música de Karina Buhr, André Lima, Bruno Buarque e Mau, lançada nos formatos CD e música digital pela gravadora YB Music.                                                |
| Vários                        | 2022 | Elke Ao Vivo                                       | CD com canções gravadas e resgatadas na voz da artista Elke Maravilha, lançado em versão física e digital pelo selo Ton Garcia Music.                                    |